# Edward Klabiński
Edward Klabiński, detto Édouard (Herne, 7 agosto 1920 – Halluin, 4 marzo 1997), è stato un ciclista su strada polacco, professionista dal 1946 al 1957. Fu il primo vincitore del Giro del Delfinato.

## Carriera
Nato in una famiglia polacca dedita al ciclismo (anche i fratelli Wladyslaw e Bronislaw furono ciclisti) ed emigrata in Germania, fu il primo ciclista a vincere il Critérium du Dauphiné Libéré, nel 1947.
Avendo vinto la prima delle quattro tappe di quell'edizione, fu anche il primo ciclista a vincere una prova e indossare la maglia di leader. Nella sua carriera vinse prevalentemente critérium, kermesse e circuiti minori; colse qualche vittoria in gare in linea francesi, come il Grand Prix de Fourmies del 1950 e quattro tappe della Corsa della Pace.
Fu inoltre il primo ciclista polacco a prendere parte al Tour de France nel 1947.

## Palmarès
- 1945

Grand Prix du Nord
- 1947

1ª tappa Critérium du Dauphiné Libéré
Classifica generale Critérium du Dauphiné Libéré
Charleroi-Chaudfontaine
- 1948

Lille-Calais-Lille
- 1949

Lille-Calais-Lille
- 1950

Grand Prix de Fourmies
2ª tappa Corsa della Pace
7ª tappa Corsa della Pace
Lille-Calais-Lille
- 1954

8ª tappa Corsa della Pace
9ª tappa Corsa della Pace
- 1955

Tourcoing-Bethune-Tourcoing
- 1956

1ª tappa Tour du Champagne
- 1957

Parigi-Arras
Circuit Franco-Belge
Paris-Douai
Le Cateau Cambrésis-Arras
- 1958

Roubaix-Cassal-Roubaix

## Piazzamenti

### Grandi Giri
- Tour de France

1947: 34º
1948: 18º
1949: ritirato (5ª tappa)

### Classiche monumento
- Liegi-Bastogne-Liegi

1948: 10º
1950: 12º

### Competizioni mondiali
- Campionati del mondo

Reims 1947 - In linea: ritirato
Valkenburg 1948 - In linea: ritirato
Moorslede 1950 - In linea: ritirato
Varese 1951 - In linea: non partito